# Tender
«Tender» — песня 1999 года британской рок-группы Blur. Написанная четырьмя участниками группы о расставании Деймона Албарна с Джастин Фришманн, она стала одиннадцатым хитом Blur, попавшим в десятку лучших песен хит-парада UK Singles Chart, дебютировав и добравшись до 2-й позиции хит-парада 28 февраля 1999 года. Песня также попала в двадцатку лучших песен в Исландии, Ирландии, Новой Зеландии, Норвегии и Испании, тем самым став последним крупным хитом Blur в нескольких странах.

## Текст песни и концертные выступления
Текст песни, написанный Деймоном Алборном и Грэмом Коксоном, описывает расставание Албарна с Джастин Фришманн, на тот момент солисткой брит-поп-группы Elastica. Фришманн заявила в интервью британской газете The Observer, что когда она в первый раз услышала песню, она расплакалась, потом почувстовала себя неловко и разозлилась, перед тем как успокоилась. Строчка «Tender is the night» и название песни являются отсылкой к роману «Ночь нежна» Скотта Фицджеральда, название которого в свою очередь является цитатой из поэмы «Ода к соловью» Джона Китса.
В марте 2013 года Деймон Албарн, Грэм Коксон, Пол Уэллер и Ноэл Галлахер исполнили песню на благотворительном мероприятии Teenage Cancer Trust.

## Выпуск
Это заглавная композиция Blur на их шестом альбоме 13, она была выпущена ведущим синглом за месяц до релиза альбома. Сингл добрался до второй позиции хит-парада UK Singles Chart, уступив песни Бритни Спирс «…Baby One More Time». «Tender» была номинирована на премию BRIT Awards в категории «Лучший британский сингл». Тем не менее награду выиграл Робби Уильямс за песню «She’s the One».

## Список композиций
| Blue 7" винил / кассета 1. «Tender» — 7:41 2. «All We Want» — 4:33 CD1 1. «Tender» — 7:41 2. «All We Want» — 4:33 3. «Mellow Jam» — 3:56 | Enhanced CD2 1. «Tender» — 7:41 2. «French Song» — 8:19 3. «Song 2» — 2:00 4. «Song 2» (видео) Japan CD 1. «Tender» — 7:41 2. «Swamp Song» — 4:37 3. «Mellow Jam» — 3:56 4. «French Song» — 8:19 |

## Участники записи
- «Tender», «Mellow Jam», «French Song» и «Swamp Song» спродюсированы Уильямом Орбитом
- «All We Want» и «Song 2» спродюсированы Stephen Street
- Деймон Албарн — ведущий вокал, акустическая гитара
- Грэм Коксон — электрогитара, соведущий вокал
- Алекс Джеймс — бас, бэк-вокал
- Дейв Раунтри — ударные, бэк-вокал
- Дополнительные вокальные партии — London Community Gospel Choir

## Хит-парады и сертификации
| Хит-парад (1999)                           | Высшая позиция |
| ------------------------------------------ | -------------- |
| Австралия (ARIA)                           | 32             |
| Бельгия/Фландрия (Ultratip Bubbling Under) | 15             |
| Europe (Eurochart Hot 100)                 | 11             |
| Германия (GfK)                             | 94             |
| Iceland (Íslenski Listinn Topp 40)         | 4              |
| Ирландия (IRMA)                            | 6              |
| Нидерланды (Single Top 100)                | 90             |
| Новая Зеландия (Recorded Music NZ)         | 12             |
| Норвегия (VG-lista)                        | 15             |
| Poland (LP3)                               | 23             |
| Шотландия (OCC Scotland)                   | 2              |
| Spain (AFYVE)                              | 5              |
| Швеция (Sverigetopplistan)                 | 29             |
| Швейцария (Schweizer Hitparade)            | 45             |
| Великобритания (OCC UK Singles)            | 2              |

| Хит-парад (1999)                     | Позиция |
| ------------------------------------ | ------- |
| UK Singles (Official Charts Company) | 39      |

| Регион                                                      | Сертификация | Продажи |
| ----------------------------------------------------------- | ------------ | ------- |
| Великобритания (BPI)                                        | Платиновый   | 600 000 |
| ^ Данные о тиражах приведены только на основе сертификации. |              |         |